# برشلونة موسم 2016–17
كان موسم 2016–17 هو الموسم السابع عشر بعد المئة في تاريخ برشلونة والموسم السادس والثمانين تواليًا للنادي في الدرجة الأولى من الدوري الإسباني. فاز النادي في هذا الموسم بلقبي كأس السوبر الإسباني وكأس ملك إسبانيا.

## نظرة عامة

### يونيو
يوم 1 يونيو، أعلن برشلونة أن عقد ساندرو راميريز سيُفسخ. يوم 2 يونيو، أعلن النادي أن داني ألفيس سيغادر الفريق بعد 8 سنوات أمضاها معه. يوم 3 يونيو، أعلن برشلونة أن النادي الألماني بوروسيا دورتموند أعلمهم برغبته بضم مارك بارترا. يوم 5 يونيو، أعلن النادي أن دينيس سواريز سيكون من ضمن الفريق الأول في الموسم القادم.

### يوليو
يوم 1 يوليو، وقع برشلونة ونيمار تمديد عقد يستمر لخمس مواسم إلى 30 يونيو 2021. يوم 4 يوليو 2016، ضم النادي دينيس سواريز رسميًا. يوم 12 يوليو، أعلن النادي ضمه للفرنسي ذي الإثنين وعشرين عامًا سامويل أومتيتي من أولمبيك ليون ومواطنه لوكاس دينييه من باريس سان جيرمان للخمس مواسم القادمة. يوم 14 يوليو، أتمّ النادي انتقال اللاعبَين. يوم 19 يوليو، دخل برشلونة في مفاوضات مع سيرجي سامبر حول تمديد عقدٍ مدته 3 سنوات يمتد إلى الثلاثين من يونيو 2019 كما صعد اللاعب إلى الفريق الأول. يوم 19 يوليو، تفاوض النادي مع منير الحدادي حول تمديد عقده لمدة قدرها ثلاث سنوات إلى الثلاثين من يونيو 2019. في نفس اليوم، مدد برشلونة والخطوط الجوية القطرية عقد الرعاية الذي يجمعهما لعام آخر. يوم 21 يوليو، وصل النادي إلى اتفاق مع فالنسيا حول انتقال لاعب الوسط الدولي البرتغالي أندريه غوميش. يوم 26 يوليو، أُتمت الصفقة. خلال المقابلة الصحفية في تقديم غوميش في الكامب نو، أعلن النادي تمديد عقد ماسكيرانو حتى الثلاثين من يونيو 2019.

### أغسطس

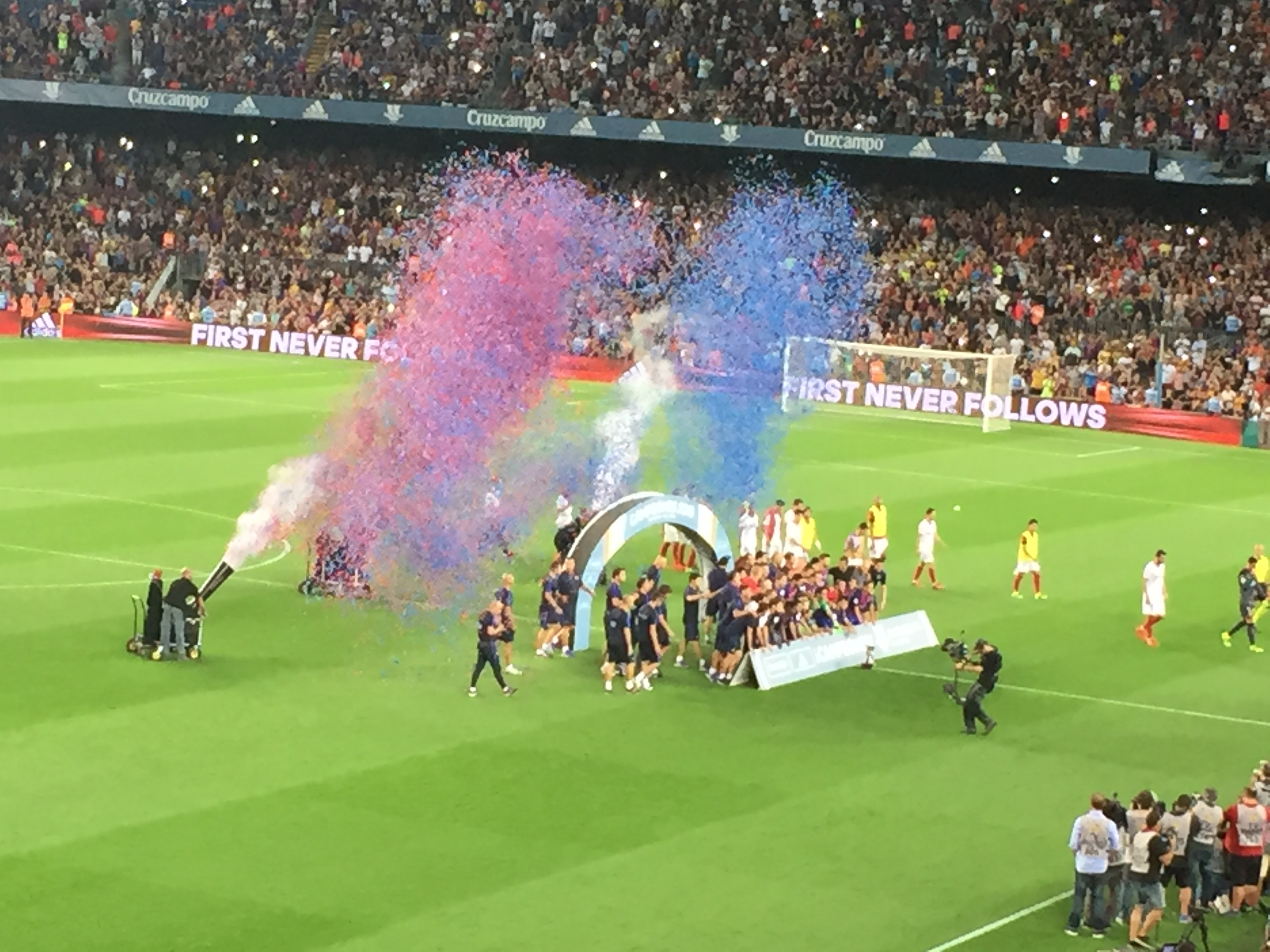
احتفال اللاعبين بعد فوزهم بكأس السوبر.

يوم 1 أغسطس، ألغى النادي عقدي ألكس سونغ و‌مارتين مونتويا. يوم 8 أغسطس، أعار النادي توماس فيرمايلين إلى روما مع إمكانية الشراء. يوم 14 أغسطس، فاز الفريق بمباراة ذهاب كأس السوبر الإسباني على أرض إشبيلية بنتيجة 2–0 بهدفي لويس سواريز و‌منير الحدادي. يوم 17 أغسطس، لعب برشلونة مباراة الإياب في الكامب نو وفاز بثلاثية نظيفة بهدفين من أردا وهدفٍ من ميسي، وتُوج بذلك بلقبه الثاني عشر في البطولة معززًا رقمه القياسي كأكثر الأندية فوزًا بكأس السوبر الإسباني. يوم 20 أغسطس، لعب البارسا أولى مبارياته في الدوري في الكامب نو أمام ريال بيتيس وفاز بنتيجة 6–2. سجل الأهداف كل من أردا وميسي (هدفان) وسواريز (هاتريك). شهدت المباراة أول مشاركة في الدوري الإسباني لكل من أومتيتي و‌دينييه.يوم 25 أغسطس، أتم النادي انتقال حارس المرمى الهولندي ياسبر سيلسن من أياكس بعقد مدته 5 سنوات مقابل مبلغ قدره 13 مليون يورو، معوضًا انتقال التشيلي كلاوديو برافو إلى مانشستر سيتي. في نفس اليوم، وضعت قرعة مجموعات دوري الأبطال برشلونة في المجموعة الثالثة مع كل من مانشستر سيتي و‌بوروسيا مونشنغلادباخ و‌سلتيك. يوم 28 أغسطس، فاز برشلونة على أتلتيك بيلباو في السان ماميس بهدف نظيف سجله راكيتيتش من رأسية في الدقيقة 21. وكان هذا الفوز المئة لإنريكي كمدرب للبارسا. يوم 30 أغسطس، أتم النادي آخر انتقالاته بضمه للمهاجم الإسباني ذي الثلاث وعشرين عامًا باكو ألكاسير من فالنسيا.

### سبتمبر
يوم 10 سبتمبر، خسر برشلونة على أرضه في الدوري أمام ديبورتيفو ألافيس بنتيجة 1–2 وسجل ماثيو هدف الفريق الوحيد من رأسية في الدقيقة السادسة والأربعين. يوم 13 سبتمبر، فاز برشلونة في أولى مبارياته في دوري الأبطال على أرضه ضد سلتيك الإسكتلندي بنتيجة 7–0. سجل الأهداف ميسي (ثلاثية) وسواريز (هدفان) ونيمار وإنييستا. يوم 17 سبتمبر، واجه النادي ليغانيس على أرض الأخير وفاز بنتيجة 5–1. سجل الأهداف ميسي (هدفان) وسواريز ونيمار ورافينيا. يوم 21 سبتمبر، تعادل برشلونة على أرضه مع أتلتيكو مدريد بهدف لمثله وسجل راكيتيتش هدف الكتلان من رأسية في الدقيقة الحادية والأربعين بينما عدل الأرجنتيني أنخيل كوريا النتيجة للأتلتي في الدقيقة الحادية والستين. شهدت المباراة خروج ميسي مصابًا في شوطها الثاني. يوم 24 سبتمبر، تغلب برشلونة على سبورتينغ خيخون بنتيجة 5–0 في ملعب إل مولينون. سجل الأهداف نيمار (هدفان) وسواريز ورافينيا وتوران. يوم 28 سبتمبر، فاز برشلونة على بوروسيا مونشنغلادباخ بنتيجة 2–1 في ملعب بوروسيا بارك في الجولة الثانية من مباريات المجموعة الثالثة في دوري الأبطال. افتتح التسجيل البلجيكي تورغان هازار في الدقيقة 34 قبل أن يعدل أردا النتيجة في الدقيقة 65 بعد خمس دقائق من دخوله، ليضيف بعد ذلك بيكيه هدف الفوز في الدقيقة 74.

### أكتوبر
يوم 2 أكتوبر، خسر برشلونة أمام سلتا فيغو في ملعب بالايدوس بنتيجة 4–3، مضيعًا بذلك فرصة تصدر الدوري التي سنحت له بعد تعادل ريال مدريد على أرضه مع إيبار. يوم 15 أكتوبر، فاز برشلونة على أرضه ضد ديبورتيفو لاكورونيا بنتيجة 4–0. افتتح رافينيا التسجيل في الدقيقة 21 ثم عزز النتيجة في الدقيقة 36، ليضيف بعد ذلك سواريز الهدف الثالث في الدقيقة 43، وسجل ميسي العائد من الإصابة الهدف الأخير في الدقيقة 58 بعد دخوله بديلًا لبوسكيتس. يوم 19 أكتوبر، استضاف برشلونة مانشستر سيتي في الجولة الثالثة من مباريات المجموعة الثالثة في دوري الأبطال وفاز عليه بنتيجة 4–0. افتتح ميسي التسجيل في الدقيقة 17 بعد لعب جماعي مع إنييستا ثم عزز النتيجة في الدقيقة 62 بعد تمريرة من ذات اللاعب قبل أن يضيف هدفه الثالث في الدقيقة 69 من تمريرة حاسمة من سواريز ثم أضاف نيمار الهدف الرابع في الدقيقة 89. يوم 29 أكتوبر فاز برشلونة على غرناطة بهدف دون رد جاء في الدقيقة 48 بقدم رافينيا.

### نوفمبر
يوم 1 نوفمبر، واجه برشلونة مانشستر سيتي على أرض الأخير وخسر أمامه بنتيجة 3–1. افتتح ميسي التسجيل من خلال هجمة معاكسة في الدقيقة 21، ثم عادل لاعب بوروسيا دورتموند السابق إيلكاي غوندوغان النتيجة في الدقيقة 39 إثر خطأ دفاعي من جانب أندريه غوميش، ثم سجل البلجيكي كيفين دي بروين الهدف الثاني من ركلة حرة مباشرة في الدقيقة 51 قبل أن يسجل غوندوغان هدفه الشخصي الثاني والثالث للسيتي في الدقيقة 74 بعد عمل جماعي. يوم 6 نوفمبر، فاز برشلونة ضد إشبيلية على أرض الأخير بنتيجة 2–1 في الجولة الحادية عشر من مباريات الدوري. افتتح فيتولو التسجيل لإشبيلية في الدقيقة 15 ثم عادل ميسي النتيجة في الدقيقة 43 قبل أن يسجل سواريز هدف الفوز في الدقيقة 61. يوم 19 أكتوبر، استضاف برشلونة مالقا على أرضه وتعادل معه سلبًا في مباراة شهدت غياب كل من ميسي وسواريز. يوم 23 نوفمبر، فاز برشلونة على سلتيك على أرض الأخير بنتيجة 2–0 في الجولة الخامسة من مباريات دور المجموعات في دوري أبطال أوروبا. يوم 27 نوفمبر، واجه برشلونة ريال سوسيداد في ملعب أنويتا في الجولة الرابعة عشر من الدوري الإسباني، وتعادل معه بهدف لمثله. افتتح البرازيلي ويليان جوزيه التسجيل لسوسيداد في الدقيقة 53 وعدل ميسي النتيجة في الدقيقة 59.

### ديسمبر
يوم 3 ديسمبر، استضاف برشلونة غريمه الأزلي ريال مدريد في الجولة الخامسة عشر من الدوري الإسباني وانتهت المباراة بنتيجة 1–1. افتتح سواريز التسجيل للبارسا في الدقيقة 53 وعدل سيرخيو راموس النتيجة للريال في الدقيقة 90 مجنبًا فريقه خسارته الأولى في الموسم ومحافظًا على فارق الست نقاط الذي يفصل الفريقين. يوم 6 ديسمبر، استضاف برشلونة المتأهل سلفًا وفي المركز الأول بوروسيا مونشنغلادباخ في آخر مباريات دور المجموعات في دوري الأبطال وفاز عليه برباعية نظيفة. افتتح ميسي التسجيل في الدقيقة 16 وأكمل أردا توران الرباعية بثلاثية في الدقيقة 50، 53 و67. يوم 10 ديسمبر، حل برشلونة ضيفًا على أوساسونا في الجولة السادسة عشر من الليغا وفاز بنتيجة 3–0. سجل سواريز أول أهداف المباراة في الدقيقة 59، ثم سجل ميسي الهدف الثاني والثالث تواليًا في الدقائق 72 و2+90. يوم 18 ديسمبر، استضاف برشلونة جاره إسبانيول وفاز عليه بنتيجة 4–1. سجل الأهداف كل من سواريز (هدفان) وألبا ولوبيز (لإسبانيول) وميسي. يوم 21 ديسمبر، ختم برشلونة عام 2016 بفوز عريض على إيركوليس في إياب دور الـ32 من كأس الملك بسباعية نظيفة. شهدت المباراة تسجيل كل من دينييه وألكاسير لأهدافهم الرسمية الأولى مع النادي، كما شهدت تسجيل توران لثلاثية هي الثانية له مع النادي والأولى في كأس الملك.

### يناير
يوم 5 يناير 2017، حل برشلونة ضيفًا على أتلتيك بيلباو في ملعب سان ماميس في ذهاب دور الـ16 من كأس ملك إسبانيا وانتهت المباراة بفوز بلباو بنتيجة 2–1. سجل أريتز أدوريز و‌إينياكي ويليامز لأتلتيك في الدقيقتين 25 و28 وقلص ميسي النتيجة من ركلة حرة في الدقيقة 52. وهي أول خسارة لإنريكي في كأس الملك منذ تعيينه مدربا للنادي خلفًا لجيراردو مارتينو. يوم 8 يناير، استمرت نتائج برشلونة المخيبة في الليغا بتعادله بهدف لمثله مع فياريال على أرض الأخير. سجل نيكولا سانسوني لفياريال في الدقيقة 49 من خلال هجمة معاكسة قادها ألكساندر باتو، وعدل النتيجة ميسي من خلال ركلة حرة مباشرة في الدقيقة 90. يوم 11 يناير، تأهل برشلونة إلى ربع نهائي كأس ملك إسبانيا بعد فوزه على أرضه على أتلتيك بلباو بنتيجة 3–1. افتتح سواريز التسجيل في الدقيقة 35 مسجلًا هدفه المئة مع البارسا، ثم أضاف نيمار الهدف الثاني من ركلة جزاء في الدقيقة 48، ثم سجل إنريك سابوريت لبلباو من رأسية في الدقيقة 51، ثم سجل ميسي هدف التأهل من خلال ضربة حرة مباشرة في الدقيقة 78، وهو ثالث هدف له من ركلة حرة في 2017. يوم 13 يناير، وضعت قرعة ربع نهائي كأس الملك برشلونة مع ريال سوسيداد الذي لم يسبق له أن تغلب على برشلونة في كأس الملك منذ 1980، والذي لم يخسر أمام البارسا على أرضه منذ 2007. يوم 14 يناير واجه برشلونة لاس بالماس في الكامب نو وفاز برشلونة بنتيجة 5-0 بثنائية لويس سواريز في الدقيقة 14 و57 وهدف ميسي في الدقيقة 52 وهدف توران في الدقيقة 59 واختتم أليكس فيدال التسجيل في الدقيقة 80. يوم 19 يناير فك برشلونة عقدة الأنويتا التي استمرت 10 سنوات بفوزه على ريال سوسيداد بهدف نيمار من ركلة جزاء في الدقيقة 21. في يوم 22 يناير حل برشلونة ضيفا على ايبار وفاز بنتيجة 4-0 افتتح التسجيل دينيس سواريز في الدقيقة 32 و أضاف ميسي الهدف الثاني في الدقيقة 50 وأضاف لويس سواريز الهدف الثالث في الدقيقة 72 واختتم نيمار التسجيل في الدقيقة 90+1.

### فبراير
يوم 1 فبراير، فاز برشلونة على أتلتيكو مدريد في ذهاب نصف نهائي كأس ملك إسبانيا بنتيجة 1–2 بملعب فيسنتي كالديرون. افتتح سواريز التسجيل من عمل فردي في الدقيقة 7، ثم أضاف ميسي الهدف الثاني من تسديدة من خارج منطقة الجزاء في الدقيقة 33 فبل أن يقلص الفرنسي غريزمان النتيجة من خلال رأسية في الدقيقة 59. يوم 4 فبراير، استضاف برشلونة أتلتيك بلباو في إطار الجولة الحادية والعشرين من الدوري الإسباني وفاز عليه بنتيجة 3–0. افتتح ألكاسير التسجيل في الدقيقة 18 مسجلًا أول هدف له في الليغا مع برشلونة، ثم أضاف ميسي الهدف الثاني في الدقيقة 40 من خلال ركلة حرة مباشرة، ثم أضاف أليكس فيدال الهدف الثالث في الدقيقة 67 وهو هدفه الثاني مع برشلونة. يوم 7 فبراير، نجح برشلونة في التأهل إلى نهائي كأس ملك إسبانيا للموسم الرابع تواليًا وذلك بعد تعادله بهدف لمثله على أرضه ضد أتلتيكو مدريد. افتتح لويس سواريز التسجيل لبرشلونة قبل دقيقتين من نهاية الشوط الأول ثم عادل كيفن غاميرو النتيجة للأتلتي في الدقيقة 83 وذلك بعد ثلاث دقائق من إضاعته لركلة جزاء. وقد شهدت المباراة عودة كل من إنييستا وبوسكيتس من إصابتيهما، كما شهدت طرد ثلاثة لاعبين هم بالتوالي سيرجي روبيرتو في الدقيقة 57 ويانيك فيريرا كاراسكو في الدقيقة 69 ولويس سواريز في الدقيقة 90، ويعني طرد روبيرتو وسواريز غيابهما عن النهائي الذي سيقام في السابع والعشرين من مايو. يوم 11 فبراير، واجه برشلونة خصمه في نهائي كأس الملك ديبورتيفو ألافيس في إطار الجولة الثانية والعشرين من مباريات الليغا وفاز عليه بنتيجة 0–6. سجل الأهداف كل من سواريز (ثنائية) وميسي ونيمار وراكيتيتش بالإضافة إلى هدف ذاتي من مدافع ألافيس أليكسيس روانو ديلغادو. شهدت المباراة في دقائقها الأخيرة إصابة خطيرة للظهير الأيمن أليكس فيدال قد تعني غيابه عن النادي لبقية الموسم. يوم 14 فبراير، خسر برشلونة برباعية نظيفة من مضيفه باريس سان جيرمان في ذهاب دور الـ16 من دوري أبطال أوروبا بأهداف أنخيل دي ماريا (2) و‌يوليان دراكسلر و‌إدينسون كافاني. الأمر الذي يعني أنه سيحتاج إلى الفوز بفارق خمسة أهداف في مباراة الإياب من أجل تجنب مغادرة البطولة من دور الـ16، الأمر الذي لم يحصل منذ موسم 2006–07. يوم 19 فبراير، تمكن برشلونة من الفوز بصعوبة على ضيفه ليغانيس بنتيجة 2–1 في إطار الجولة الثالثة والعشرين من الدوري الإسباني، وهي أول مباراة تجمع الفريقين في ملعب الكامب نو. تقدم برشلونة بهدف مبكر من ميسي في الدقيقة الرابعة ثم أدرك ليغانيس التعادل في الدقيقة الواحدة والسبعين عن طريق أوناي لوبيز بعد خطأ دفاعي من سيرجي روبيرتو ليحصل بعد ذلك نيمار على ركلة جزاء سجلها ميسي في الدقيقة التسعين. يوم 26 فبراير، فاز برشلونة بنتيجة 2–1 على مضيفه أتلتيكو مدريد في آخر مباراة تجمعهما في ملعب فيسنتي كالديرون وذلك في إطار الجولة الرابعة والعشرين من الدوري الإسباني. افتتح رافينيا التسجيل في الدقيقة الرابعة والستين، ثم عادل دييغو غودين النتيجة للأتلتي بعد ست دقائق من رأسية، ثم سجل ميسي هدف الفوز للبارسا بعد عمل جماعي من أومتيتي وسواريز.

### مارس
يوم 1 مارس، فاز برشلونة بنتيجة 6–1 على ضيفه سبورتينغ خيخون في إطار الجولة الخامسة والعشرين من الدوري الإسباني. وارتقى برشلونة بهذا الفوز إلى صدارة الدوري بـ57 نقطة، مع وجود مباراة مؤجلة لريال مدريد (56) ضد سلتا فيغو. وقد أعلن المدير الفني للفريق لويس إنريكي خلال المؤتمر الصحفي الذي عقب المباراة قراره بمغادرة النادي في نهاية الموسم. يوم 8 مارس، نجح برشلونة في التأهل إلى ربع نهائي دوري أبطال أوروبا بعد عودة تاريخية له على أرضه أمام باريس سان جيرمان الذي كان قد خسر أمامه في الذهاب برباعية نظيفة، ليقلب بذلك تأخره ويفوز عليه في الكامب نو بنتيجة 6–1 بفضل أهداف كل من سواريز وكورزاوا (هدف ذاتي) وميسي ونيمار (2) وهدف سيرجيو روبيرتو في الدقيقة الخامسة والأخيرة من الوقت بدل الضائع. يوم 17 مارس، وضعت قرعة ربع نهائي دوري أبطال أوروبا برشلونة مع يوفنتوس الإيطالي، وستقام مباراة الذهاب في الحادي عشر من أبريل في تورين بينما ستلعب مباراة العودة في التاسع عشر من نفس الشهر في الكامب نو. يوم 12 مارس، خسر برشلونة أمام مضيفه ديبورتيفو لاكورونيا بنتيجة 2–1، وسجل سواريز هدف البارسا الوحيد. يوم 19 مارس، فاز برشلونة بنتيجة 4–2 على ضيفه فالنسيا في إطار الجولة الثامنة والعشرين من الدوري الإسباني. سجل أهداف برشلونة سواريز وميسي (2) وأندريه غوميش الذي سجل أول أهدافه مع النادي، بينما سجل لفالنسيا مانغالا ومنير الحدادي لاعب برشلونة المعار.

### أبريل
يوم 2 أبريل، فاز برشلونة بنتيجة 4–1 على مضيفه غرناطة بأهداف سواريز وألكاسير وهدف سونييه على فريقه هدف نيمار الذي كان الهدف المئة له مع النادي. وشهدت المباراة في دقائقها الأولى إصابة لاعب الوسط البرازيلي رافينيا، وأعلن النادي لاحقًا غيابه على إثرها لبقية الموسم. يوم 5 أبريل، فاز برشلونة على أرضه على إشبيلية بثلاثية نظيفة سجلها سواريز وميسي (2). يوم 9 أبريل، وقبل ثلاثة أيام من مباراته الأولى مع يوفنتوس في دوري الأبطال، خسر برشلونة في الدوري أمام مضيفه مالقا بهدفين نظيفين ليفشل بذلك في الاستفادة من تعادل ريال مدريد على أرضه مع أتلتيكو مدريد. وقد شهدت المباراة تلقي نيمار للبطاقة الحمراء الأولى له مع برشلونة. يوم 11 أبريل، خسر برشلونة أمام مضيفه يوفنتوس بنتيجة 3–0 في ذهاب ربع نهائي دوري أبطال أوروبا بأهداف باولو ديبالا (2) و‌جورجيو كيلليني. يوم 15 أبريل، فاز برشلونة على أرضه على ريال سوسيداد بنتيجة 3–2 بهدفين من ميسي وهدف من ألكاسير. يوم 19 أبريل، أُقصي برشلونة من دوري أبطال أوروبا بعد تعادله سلبًا على أرضه أمام يوفنتوس في إياب ربع النهائي. يوم 23 أبريل، فاز برشلونة على غريمه التقليدي ريال مدريد بنتيجة 2–3 في السانتياغو برنابيو بهدف من راكيتيتش وهدفين من ميسي، ليستعيد بذلك صدارة الدوري مع احتفاظ مدريد بمباراة مؤجلة ضد سلتا فيغو. يوم 26 أبريل، فاز برشلونة على ضيفه أوساسونا متذيل الترتيب بنتيجة 7–1 بثنائية لكل من ميسي وأندريه غوميز وباكو ألكاسير وهدف لماسكيرانو من ضربة جزاء هو الأول له بقميص البارسا منذ انضمامه للنادي صيف 2010 في مباراة شهدت قبل بدايتها تكريم الجمهور لميسي بعد تسجيله الهدف رقم 500 بقميص البلوغرانا. يوم 29 أبريل، فاز برشلونة على مضيفه إسبانيول بنتيجة 3-0 بفضل هدفين من سواريز وهدف من راكيتيتش في مباراة شهدت عودة نيمار للتشكيلة بعد إيقاف دام 3 مباريات.

### مايو
يوم 6 مايو، فاز برشلونة على أرضه بنتيجة 4–1 على ضيفه فياريال في الليغا، بأهداف كل من ميسي (2) ونيمار وسواريز. يوم 14 مايو، فاز برشلونة بذات النتيجة على مضيفه لاس بالماس بفضل ثلاثية من نيمار وهدف من سواريز. يوم 21 مايو، أنهى برشلونة موسمه في الدوري الإسباني بفوز بنتيجة 4–2 على ضيفه إيبار بفضل هدفين من ميسي وهدف من سواريز. يوم 27 مايو، تُوج برشلونة بلقب كأس ملك إسبانيا التاسع والعشرين في تاريخه بعد فوزه على ألافيس بنتيجة 3–1 في النهائي الذي كان آخر مباراة لبرشلونة تحت قيادة لويس إنريكي.

## التشكيلة
ملاحظة: تشير الأعلام إلى المنتخب الوطني على النحو المحدد في قواعد الأهلية للفيفا. قد يحمل اللاعبون أكثر من جنسية واحدة غير تابعة للفيفا.
| الرقم | البلد      | المركز | اللاعب           |
| ----- | ---------- | ------ | ---------------- |
| 1     | ألمانيا    | حارس   | أندريه تير شتيجن |
| 2     | البرازيل   | مدافع  | دوغلاس بيريرا    |
| 3     | إسبانيا    | مدافع  | جيرارد بيكيه     |
| 4     | كرواتيا    | وسط    | ايفان راكيتيتش   |
| 5     | إسبانيا    | وسط    | سيرجيو بوسكيتس   |
| 6     | إسبانيا    | وسط    | دينيس سواريز     |
| 7     | تركيا      | وسط    | أردا توران       |
| 8     | إسبانيا    | وسط    | أندريس أنييستا   |
| 9     | الأوروغواي | مهاجم  | لويس سواريز      |
| 10    | الأرجنتين  | مهاجم  | ليونيل ميسي      |
| 11    | البرازيل   | مهاجم  | نيمار            |
| 12    | البرازيل   | وسط    | رافينيا          |

| الرقم | البلد     | المركز | اللاعب           |
| ----- | --------- | ------ | ---------------- |
| 13    | هولندا    | حارس   | ياسبر سيلسن      |
| 14    | الأرجنتين | وسط    | خافيير ماسكيرانو |
| 16    | إسبانيا   | وسط    | سيرجي سامبر      |
| 17    | إسبانيا   | مهاجم  | باكو ألكاسير     |
| 18    | إسبانيا   | مدافع  | جوردي ألبا       |
| 19    | فرنسا     | مدافع  | لوكاس دينييه     |
| 20    | إسبانيا   | وسط    | سيرجي روبيرتو    |
| 21    | البرتغال  | وسط    | أندريه غوميش     |
| 22    | إسبانيا   | مدافع  | أليكس فيدال      |
| 23    | فرنسا     | مدافع  | سامويل أومتيتي   |
| 24    | فرنسا     | مدافع  | جيريمي ماثيو     |
| 25    | إسبانيا   | حارس   | جوردي ماسيب      |

## الإحصائيات

### قائمة الهدافين
| الرقم   | المركز          | الدولة          | الاسم           | الدوري الإسباني | دوري الأبطال | كأس الملك | كأس السوبر الإسباني | المجموع |
| ------- | --------------- | --------------- | --------------- | --------------- | ------------ | --------- | ------------------- | ------- |
| 10      | مهاجم           | الأرجنتين       | ميسي            | 37              | 11           | 5         | 1                   | 54      |
| 9       | مهاجم           | الأوروغواي      | سواريز          | 29              | 3            | 4         | 1                   | 37      |
| 11      | مهاجم           | البرازيل        | نيمار           | 14              | 4            | 3         | 0                   | 21      |
| 7       | وسط             | تركيا           | أردا            | 3               | 4            | 4         | 2                   | 13      |
| 4       | وسط             | كرواتيا         | راكيتيتش        | 8               | 0            | 1         | 0                   | 9       |
| 17      | FW              | إسبانيا         | باكو ألكاسير    | 6               | 0            | 2         | 0                   | 8       |
| 12      | MF              | البرازيل        | رافينيا         | 6               | 0            | 1         | 0                   | 7       |
| 3       | DF              | إسبانيا         | بيكيه           | 2               | 1            | 0         | 0                   | 3       |
| 6       | MF              | إسبانيا         | دينيس سواريز    | 1               | 0            | 2         | 0                   | 3       |
| 21      | MF              | البرتغال        | أندريه غوميش    | 3               | 0            | 0         | 0                   | 3       |
| 22      | DF              | إسبانيا         | أليكس فيدال     | 2               | 0            | 0         | 0                   | 2       |
| 8       | MF              | إسبانيا         | أندريس إنييستا  | 0               | 1            | 0         | 0                   | 1       |
| 14      | MF              | الأرجنتين       | ماسكيرانو       | 1               | 0            | 0         | 0                   | 1       |
| 18      | DF              | إسبانيا         | جوردي ألبا      | 1               | 0            | 0         | 0                   | 1       |
| 19      | DF              | فرنسا           | دينييه          | 0               | 0            | 1         | 0                   | 1       |
| 20      | DF              | إسبانيا         | سيرجي روبيرتو   | 0               | 1            | 0         | 0                   | 1       |
| 23      | DF              | فرنسا           | أومتيتي         | 1               | 0            | 0         | 0                   | 1       |
| 24      | DF              | فرنسا           | ماثيو           | 1               | 0            | 0         | 0                   | 1       |
| 28      | MF              | إسبانيا         | ألينيا          | 0               | 0            | 1         | 0                   | 1       |
| 17      | FW              | إسبانيا         | منير            | 0               | 0            | 0         | 1                   | 1       |
| #       | الأهداف العكسية | الأهداف العكسية | الأهداف العكسية | 2               | 1            | 0         | 0                   | 3       |
| المجموع | المجموع         | المجموع         | المجموع         | 116             | 26           | 24        | 5                   | 171     |

آخر تحديث: 19 مايو 2017

### قائمة الهاتريك
| اللاعب      | ضد                   | النتيجة | التاريخ        | المنافسة          |
| ----------- | -------------------- | ------- | -------------- | ----------------- |
| لويس سواريز | ريال بيتيس           | 6–2     | 20 أغسطس 2016  | الدوري الإسباني   |
| ليونيل ميسي | سلتيك                | 7–0     | 13 سبتمبر 2016 | دوري أبطال أوروبا |
| ليونيل ميسي | مانشستر سيتي         | 4–0     | 19 أكتوبر 2016 | دوري أبطال أوروبا |
| أردا توران  | بوروسيا مونشنغلادباخ | 4–0     | 6 ديسمبر 2016  | دوري أبطال أوروبا |
| أردا توران  | إيركوليس             | 7–0     | 21 ديسمبر 2016 | كأس ملك إسبانيا   |
| نيمار       | لاس بالماس           | 1–4     | 14 مايو 2017   | الدوري الإسباني   |

## ما قبل الموسم والمباريات الودية
| 30 يوليو 2016 1 | برشلونة                                 | 3–1   | سلتيك       | دبلن، أيرلندا                                               |
| 18:00           | أردا 11' · أمبروس 31' (ه.ذ.) · منير 41' | تقرير | غريفيثس 29' | الملعب: ملعب أفيفا الحضور: 47،900 الحكم: نيل دويل (أيرلندا) |

| 3 أغسطس 2016 2 | برشلونة                                 | 4–2   | ليستر سيتي    | ستوكهولم، السويد                                                       |
| 20:00          | منير 26'، 45' · سواريز 34' · موخيكا 84' | تقرير | موسى 47'، 66' | الملعب: فريندز أرينا الحضور: 42،879 الحكم: مارتين سترومبرغسون (السويد) |

| 6 أغسطس 2016 3 | ليفربول                                                      | 4–0   | برشلونة | لندن، إنجلترا                                                       |
| 17:15          | ماني 15' · ماسكيرانو 47' (ه.ذ.) · أوريغي 48' · غروييتش 90+3' | تقرير |         | الملعب: ملعب ويمبلي الحضور: 89،845 الحكم: مارتين أتكينسون (إنجلترا) |

| 10 أغسطس 2016 4 | برشلونة                    | 3–2   | سامبدوريا                | برشلونة                                                               |
| 20:30           | سواريز 16' · ميسي 21'، 34' | تقرير | مورييل 23' · بوديمير 77' | الملعب: كامب نو الحضور: 72،334 الحكم: ألفونسو خافيير ألفاريز إيزكيردو |

| 13 ديسمبر 2016 5 | الأهلي                                  | 3–5   | برشلونة                                                      | الدوحة                                            |
| 19:00ت ع م+03:00 | عبد الرحمن 51' (ركلة.) · عسيري 60'، 65' | تقرير | سواريز 8' · ميسي 10' · نيمار 17' · ألكاسير 55' · رافينيا 58' | الملعب: ملعب ثاني بن جاسم الحكم: فهد الماري (قطر) |

## المنافسات

### نظرة شاملة
| المنافسة            | المنافسة | المركز الابتدائي | المركز النهائي | المباراة الأولى | المباراة الأخيرة |
| ------------------- | -------- | ---------------- | -------------- | --------------- | ---------------- |
| الدوري الإسباني     |          | -                | الثاني         | 20 أغسطس 2016   | 21 مايو 2017     |
| كأس ملك إسبانيا     |          | دور الـ32        | البطل          | 30 نوفمبر 2016  | 27 مايو 2017     |
| كأس السوبر الإسباني |          | النهائي          | البطل          | 14 أغسطس 2016   | 17 أغسطس 2016    |
| دوري أبطال أوروبا   |          | مرحلة المجموعات  | ربع النهائي    | 13 سبتمبر 2016  | 19 أبريل 2017    |

### نظرة عامة
| المنافسة            | أول مباراة | آخر مباراة | الدور الافتتاحي | المركز النهائي | السجل | السجل | السجل | السجل | السجل | السجل | السجل | السجل   |
| المنافسة            | أول مباراة | آخر مباراة | الدور الافتتاحي | المركز النهائي | لعب   | ف     | ت     | خ     | له    | عليه  | ف.أ.  | الفوز % |
| ------------------- | ---------- | ---------- | --------------- | -------------- | ----- | ----- | ----- | ----- | ----- | ----- | ----- | ------- |
| الدوري الإسباني     |            |            |                 |                | 38    | 28    | 6     | 4     | 116   | 37    | +79   | 073٫68  |
| كأس الملك           |            |            |                 |                | 8     | 5     | 2     | 1     | 21    | 8     | +13   | 062٫50  |
| كأس السوبر الإسباني |            |            |                 |                | 2     | 2     | 0     | 0     | 5     | 0     | +5    | 100٫00  |
| دوري الأبطال        |            |            |                 |                | 10    | 6     | 1     | 3     | 26    | 12    | +14   | 060٫00  |
| المجموع             | المجموع    | المجموع    | المجموع         | المجموع        | 58    | 41    | 9     | 8     | 168   | 57    | +111  | 070٫69  |

آخر تحديث: 21 مايو 2017.
المصدر: المنافسات

### كأس السوبر الإسباني
| 14 أغسطس 2016 الذهاب | إشبيلية | 0–2   | برشلونة               | إشبيلية                                                              |
| 22:00                |         | تقرير | سواريز 54' · منير 81' | الملعب: رامون سانشيز بيزخوان الحضور: 36،311 الحكم: خيسوس خيل مانزانو |

| 17 أغسطس 2016 الإياب | برشلونة                  | 3–0 (5–0 إجم.) | إشبيلية | برشلونة                                                                   |
| 23:00                | أردا 10'، 46' · ميسي 55' | تقرير          |         | الملعب: كامب نو الحضور: 71،803 الحكم: أليخاندرو خوسيه هيرنانديز هيرنانديز |

### الدوري الإسباني

#### الترتيب
| م | الفريق         | لعب | ف  | ت  | خ | أ.له | أ.ع | أ.ف | نقاط | التأهل أو الهبوط                                 |
| - | -------------- | --- | -- | -- | - | ---- | --- | --- | ---- | ------------------------------------------------ |
| 1 | ريال مدريد (C) | 38  | 29 | 6  | 3 | 106  | 41  | +65 | 93   | التأهل إلى مرحلة مجموعات دوري الأبطال            |
| 2 | برشلونة        | 38  | 28 | 6  | 4 | 116  | 37  | +79 | 90   | التأهل إلى مرحلة مجموعات دوري الأبطال            |
| 3 | أتلتيكو مدريد  | 38  | 23 | 9  | 6 | 70   | 27  | +43 | 78   | التأهل إلى مرحلة مجموعات دوري الأبطال            |
| 4 | إشبيلية        | 38  | 21 | 9  | 8 | 69   | 49  | +20 | 72   | التأهل إلى مرحلة المباريات الفاصلة لدوري الأبطال |
| 5 | فياريال        | 38  | 19 | 10 | 9 | 56   | 33  | +23 | 67   | التأهل إلى مرحلة مجموعات الدوري الأوروبي         |

#### ملخص النتائج
| شامل | شامل | شامل | شامل | شامل | شامل | شامل | شامل | على أرضه | على أرضه | على أرضه | على أرضه | على أرضه | على أرضه | خارج أرضه | خارج أرضه | خارج أرضه | خارج أرضه | خارج أرضه | خارج أرضه |
| لعب  | ف    | ت    | خ    | أ.ل  | أ.ع  | ف.أ  | ن    | ف        | ت        | خ        | أ.ل      | أ.ع      | ف.أ      | ف         | ت         | خ         | أ.ل       | أ.ع       | ف.أ       |
| ---- | ---- | ---- | ---- | ---- | ---- | ---- | ---- | -------- | -------- | -------- | -------- | -------- | -------- | --------- | --------- | --------- | --------- | --------- | --------- |
| 38   | 28   | 6    | 4    | 116  | 37   | +79  | 90   | 15       | 3        | 1        | 64       | 17       | +47      | 13        | 3         | 3         | 52        | 20        | +32       |

آخر تحديث: 21 مايو 2017.

مصدر: المباريات التنافسية

#### المباريات
| 20 أغسطس 2016 1 | برشلونة                                        | 6–2   | ريال بيتيس      | برشلونة                                                       |
| 18:15 ت.و.أ.ص   | أردا 6' · ميسي 37'، 57' · سواريز 42'، 56'، 82' | تقرير | كاسترو 21'، 84' | الملعب: كامب نو الحضور: 65،731 الحكم: ألبرتو أونديانو مايينكو |

| 28 أغسطس 2016 2 | أتلتيك بيلباو | 0–1   | برشلونة      | بيلباو                                                      |
| 20:15 ت.و.أ.ص   |               | تقرير | راكيتيتش 21' | الملعب: سان ماميس الحضور: 46،365 الحكم: أنتونيو ماتيو لاهوز |

| 10 سبتمبر 2016 3 | برشلونة   | 1–2   | ألافيس                  | برشلونة                                                  |
| 20:30 ت.و.أ.ص    | ماثيو 46' | تقرير | ديفيرسون 39' · إباي 64' | الملعب: كامب نو الحضور: 74،237 الحكم: ماريو ميليرو لوبيز |

| 17 سبتمبر 2016 4 | ليغانيس   | 1–5   | برشلونة                                                      | ليغانيس                                                            |
| 16:15 ت.و.أ.ص    | بيريس 80' | تقرير | ميسي 15'، 55' (ركلة.) · سواريز 31' · نيمار 44' · رافينيا 64' | الملعب: بوتاركي الحضور: 10،958 الحكم: ريكاردو دي بورغوس بينغويتشيا |

| 21 سبتمبر 2016 5 | برشلونة      | 1–1   | أتلتيكو مدريد | برشلونة                                                       |
| 22:00 ت.و.أ.ص    | راكيتيتش 41' | تقرير | كوريا 61'     | الملعب: كامب نو الحضور: 89،421 الحكم: دافيد فرنانديز بوربالان |

| 24 سبتمبر 2016 6 | سبورتينغ خيخون | 0–5   | برشلونة                                              | خيخون                                                           |
| 16:15 ت.و.أ.ص    |                | تقرير | سواريز 29' · رافينيا 32' · نيمار 81'، 88' · أردا 85' | الملعب: إل مولينون الحضور: 26،098 الحكم: كارلوس ديل سيرو غراندي |

| 1 أكتوبر 2016 7 | سلتا فيغو                                                | 4–3   | برشلونة                            | فيغو                                                          |
| 16:15 ت.و.أ.ص   | سيستو 22' · أسباس 31' · ماثيو 33' (ه.ذ.) · هيرنانديز 77' | تقرير | بيكيه 58'، 87' · نيمار 64' (ركلة.) | الملعب: بالايدوس الحضور: 20،901 الحكم: إينياكي فيكاندي غاريدو |

| 15 أكتوبر 2016 8 | برشلونة                                  | 4–0   | ديبورتيفو لاكورونيا | برشلونة                                                          |
| 16:15 ت.و.أ.ص    | رافينيا 21'، 36' · سواريز 43' · ميسي 58' | تقرير |                     | الملعب: كامب نو الحضور: 83،553 الحكم: خوسي ماريا سانشيز مارتينيز |

| 23 أكتوبر 2016 9 | فالنسيا                | 2–3   | برشلونة                              | فالنسيا                                                       |
| 18:15 ت.و.أ.ص    | منير 52' · رودريغو 56' | تقرير | ميسي 22'، 90+4' (ركلة.) · سواريز 62' | الملعب: ميستايا الحضور: 46،770 الحكم: ألبرتو أونديانو مايينكو |

| 29 أكتوبر 2016 10 | برشلونة     | 1–0   | غرناطة | برشلونة                                                     |
| 18:15 ت.و.أ.ص     | رافينيا 48' | تقرير |        | الملعب: كامب نو الحضور: 82،914 الحكم: خوان مارتينيز مونويرا |

| 6 نوفمبر 2016 11 | إشبيلية    | 1–2   | برشلونة               | إشبيلية                                                                 |
| 20:15 ت.و.أ      | فيتولو 15' | تقرير | ميسي 43' · سواريز 61' | الملعب: رامون سانشيز بيزخوان الحضور: 40،835 الحكم: سانتياغو خايمي لاتري |

| 19 نوفمبر 2016 12 | برشلونة | 0–0   | مالقا | برشلونة                                                 |
| 16:15 ت.و.أ       |         | تقرير |       | الملعب: كامب نو الحضور: 83،439 الحكم: ريكاردو دي بورغوس |

| 27 نوفمبر 2016 13 | ريال سوسيداد     | 1–1   | برشلونة  | سان سيباستيان                                          |
| 20:15 ت.و.أ       | ويليان جوزيه 53' | تقرير | ميسي 59' | الملعب: أنويتا الحضور: 27،756 الحكم: خيسوس خيل مانزانو |

| 3 ديسمبر 2016 14 | برشلونة    | 1–1   | ريال مدريد | برشلونة                                                 |
| 16:15 ت.و.أ      | سواريز 53' | تقرير | راموس 90'  | الملعب: كامب نو الحضور: 98،485 الحكم: كارلوس كلوس غوميز |

| 10 ديسمبر 2016 15 | أوساسونا | 0–3   | برشلونة                      | بنبلونة                                                      |
| 13:00 ت.و.أ       |          | تقرير | سواريز 59' · ميسي 72'، 90+2' | الملعب: إل سادار الحضور: 17،349 الحكم: خوان مارتينيز مونويرا |

| 18 ديسمبر 2016 16 | برشلونة                               | 4–1   | إسبانيول  | برشلونة                                                   |
| 20:45 ت.و.أ       | سواريز 18'، 67' · ألبا 68' · ميسي 90' | تقرير | لوبيز 79' | الملعب: كامب نو الحضور: 79،370 الحكم: أنتونيو ماتيو لاهوز |

| 7 يناير 2017 17 | فياريال     | 1–1   | برشلونة  | فياريال                                                               |
| 20:45 ت.و.أ     | سانسوني 49' | تقرير | ميسي 90' | الملعب: إل مادريغال الحضور: 22،893 الحكم: إيغناسيو إيغليسياس فيانويفا |

| 14 يناير 2017 18 | برشلونة                                           | 5–0   | لاس بالماس | برشلونة                                        |
| 16:15 ت.و.أ      | سواريز 14'، 57' · ميسي 52' · أردا 59' · فيدال 80' | تقرير |            | الملعب: كامب نو الحكم: ألبرتو أونديانو مايينكو |

| 22 يناير 2017 19 | إيبار | 0–4   | برشلونة                                                | إيبار                                                            |
| 20:45 ت.و.أ      |       | تقرير | دينيس سواريز 31' · ميسي 50' · سواريز 68' · نيمار 90+1' | الملعب: إيبوروا الحضور: 6،340 الحكم: خوسيه ماريا سانشيز مارتينيز |

| 29 يناير 2017 20 | ريال بيتيس  | 1–1   | برشلونة    | إشبيلية                                                                        |
| 12:00 ت.و.أ      | أليغريا 75' | تقرير | سواريز 90' | الملعب: بينيتو فيامارين الحضور: 43،790 الحكم: أليخاندو خوسيه هرنانديز هرنانديز |

| 4 فبراير 2017 21 | برشلونة                            | 3–0   | أتلتيك بيلباو | برشلونة                                                            |
| 16:15 ت.و.أ      | ألكاسير 18' · ميسي 40' · فيدال 67' | تقرير |               | الملعب: كامب نو الحضور: 83،884 الحكم: خوسيه لويس غونزاليس غونزاليس |

| 11 فبراير 2017 22 | ألافيس | 0–6   | برشلونة                                                                    | فيتوريا-غاستايز                                                   |
| 16:15 ت.و.أ       |        | تقرير | سواريز 37'، 67' · نيمار 40' · ميسي 59' · أليكسيس 63' (ه.ذ.) · راكيتيتش 65' | الملعب: ملعب مينديزوروتزا الحضور: 19،840 الحكم: كارلوس كلوس غوميز |

| 19 فبراير 2017 23 | برشلونة              | 2–1   | ليغانيس   | برشلونة                                                           |
| 20:45 ت.و.أ       | ميسي 4'، 90' (ركلة.) | تقرير | لوبيز 71' | الملعب: كامب نو الحضور: 63،378 الحكم: إيغناسيو إيغليسياس فيانويفا |

| 26 فبراير 2017 24 | أتلتيكو مدريد | 1–2   | برشلونة                  | مدريد                                                             |
| 16:15 ت.و.أ       | غودين 70'     | تقرير | - رافينيا 64' - ميسي 86' | الملعب: فيسنتي كالديرون الحضور: 52،573 الحكم: أنتونيو ماتيو لاهوز |

| 1 مارس 2017 25 | برشلونة                                                              | 6–1   | سبورتينغ خيخون | برشلونة                                                           |
| 19:30 ت.و.أ    | - ميسي 9' - سواريز 11'، 27' - ألكاسير 49' - نيمار 65' - راكيتيتش 87' | تقرير | كاسترو 21'     | الملعب: كامب نو الحضور: 56،605 الحكم: خوسيه ماريا سانشيز مارتينيز |

| 5 مارس 2017 26 | برشلونة                                                  | 5–0   | سلتا فيغو | برشلونة                                                 |
| 20:45 ت.و.أ    | - ميسي 24'، 64' - نيمار 40' - راكيتيتش 57' - أومتيتي 61' | تقرير |           | الملعب: كامب نو الحضور: 77،117 الحكم: خيسوس خيل مانزانو |

| 12 مارس 2017 27 | ديبورتيفو لاكورونيا            | 2–1   | برشلونة    | لا كورونيا                                                   |
| 16:15 ت.و.أ     | - خوسيلو 40' - برغانتينيوس 74' | تقرير | سواريز 46' | الملعب: ريازور الحضور: 28،412 الحكم: دافيد فرنانديز بوربالان |

| 19 مارس 2017 28 | برشلونة                                                 | 4–2   | فالنسيا                    | برشلونة                                                                 |
| 20:45 ت.و.أ     | - سواريز 35' - ميسي 45' (ركلة.)، 52' - أندريه غوميش 89' | تقرير | - مانغالا 29' - منير 45+1' | الملعب: كامب نو الحضور: 78،675 الحكم: أليخاندرو خوسيه هرنانديز هرنانديز |

| 2 أبريل 2017 29 | غرناطة   | 1–4   | برشلونة                                                      | غرناطة                                                        |
| 20:45 ت.و.أ.ص   | بوغا 50' | تقرير | - سواريز 44' - ألكاسير 64' - سونييه 83' (ه.ذ.) - نيمار 90+1' | الملعب: لوس کارمنس الحضور: 18،678 الحكم: سانتياغو خايمي لاتري |

| 5 أبريل 2017 30 | برشلونة                      | 3–0   | إشبيلية | برشلونة                                                 |
| 19:30 ت.و.أ.ص   | - سواريز 25' - ميسي 28'، 33' | تقرير |         | الملعب: كامب نو الحضور: 85،511 الحكم: كارلوس كلوس غوميز |

| 9 أبريل 2017 31 | مالقا                    | 2–0   | برشلونة | مالقا                                                       |
| 20:45 ت.و.أ.ص   | - راميريز 32' - جوني 90' | تقرير |         | الملعب: لا روزاليدا الحضور: 28،314 الحكم: خيسوس خيل مانزانو |

| 16 أبريل 2017 32 | برشلونة                       | 3–2   | ريال سوسيداد                       | برشلونة                                                    |
| 20:45 ت.و.أ.ص.   | - ميسي 17'، 37' - ألكاسير 44' | تقرير | - أومتيتي 44' (ه.ذ.) - بريتو 1+45' | الملعب: كامب نو الحضور: 81،704 الحكم: خوان مرتينيز مونويرا |

| 23 أبريل 2017 33 | ريال مدريد                    | 2–3   | برشلونة                          | مدريد                                                                            |
| 20:45 ت.و.أ.ص.   | - كاسيميرو 28' - رودريغيز 85' | تقرير | - ميسي 33'، 90+2' - راكيتيتش 73' | الملعب: سانتياغو برنابيو الحضور: 81،044 الحكم: أليخاندرو خوسيه هرنانديز هرنانديز |

| 26 أبريل 2017 34 | برشلونة                                                                                 | 7–1   | أوساسونا    | برشلونة                                                          |
| 19:30 ت.و.أ.ص.   | - ميسي 12'، 61' - أندريه غوميش 30'، 57' - باكو ألكاسير 64'، 86' - ماسكيرانو 67' (ركلة.) | تقرير | - توريس 48' | الملعب: كامب نو الحضور: 63،989 الحكم: خوسيه لويس مونويرا مونتيرو |

| 29 أبريل 2017 35 | إسبانيول | 0–3   | برشلونة                          | كورنيلا دي يوبريغات                                                   |
| 20:45 ت.و.أ.ص.   |          | تقرير | - سواريز 50'، 87' - راكيتيتش 76' | الملعب: كورنيلا-إل برات الحضور: 31،708 الحكم: ألبرتو أونديانو مايينكو |

| 6 مايو 2017 36 | برشلونة                                          | 4–1   | فياريال     | برشلونة                                                           |
| 18:30 ت.و.أ.ص. | - نيمار 21' - ميسي 45'، 82' (ركلة.) - سواريز 69' | تقرير | باكامبو 32' | الملعب: كامب نو الحضور: 90،463 الحكم: خوسيه ماريّا سانشيز مارتينيز |

| 14 مايو 2017 37 | لاس بالماس | 1–4   | برشلونة                            | لاس بالماس                                                              |
| 20:00           | بيغاس 63'  | تقرير | - نيمار 25'، 67'، 71' - سواريز 27' | الملعب: غران كاناريا الحضور: 22،268 الحكم: خوسيه لويس غونزاليز غونزاليز |

| 21 مايو 2017 38 | برشلونة                                                   | 4–2   | إيبار           | برشلونة                                                                 |
| 20:00           | - خونكا 63' (ه.ذ.) - سواريز 73' - ميسي 75' (ركلة.)، 90+2' | تقرير | - إينوي 7'، 61' | الملعب: كامب نو الحضور: 74،932 الحكم: أليخاندرو خوسيه هرنانديز هرنانديز |

### كأس ملك إسبانيا

#### دور الـ32
| 30 نوفمبر 2016 الذهاب | إيركوليس  | 1–1   | برشلونة    | أليكانتي                                                    |
| 22:00 ت.و.أ           | ماينز 52' | تقرير | ألينيا 58' | الملعب: خوسيه ريكو بيريز الحضور: 14،250 الحكم: دانييل أوكون |

| 21 ديسمبر 2016 الإياب | برشلونة                                                                    | 7–0 (8–1 إجم.) | إيركوليس | برشلونة                                                  |
| 22:00 ت.و.أ           | دينييه 37' · راكيتيتش 45' · رافينيا 50' · أردا 55'، 86'، 89' · ألكاسير 73' | تقرير          |          | الملعب: كامب نو الحضور: 64،025 الحكم: خوسيه لويس مونويرا |

#### دور الـ16
| 5 يناير 2017 الذهاب | أتلتيك بيلباو            | 2–1   | برشلونة  | بيلباو                                                          |
| 21:15 ت.و.أ         | أدوريز 25' · ويليامز 28' | تقرير | ميسي 52' | الملعب: سان ماميس الحضور: 45،772 الحكم: دافيد فرنانديز بوربالان |

| 11 يناير 2017 الإياب | برشلونة                                   | 3–1 (4–3 إجم.) | أتلتيك بيلباو | برشلونة                                                 |
| 21:15 ت.و.أ          | سواريز 35' · نيمار 48' (ركلة.) · ميسي 78' | تقرير          | سابوريت 51'   | الملعب: كامب نو الحضور: 71،455 الحكم: خيسوس خيل مانزانو |

#### ربع النهائي
| 19 يناير 2017 الذهاب | ريال سوسيداد | 0–1   | برشلونة           | سان سيباستيان                                                     |
| 21:15 ت.و.أ          |              | تقرير | نيمار 21' (ركلة.) | الملعب: أنويتا الحضور: 28،461 الحكم: خوسيه لويس غونزاليس غونزاليس |

| 26 يناير 2017 الإياب | برشلونة                                                          | 5–2 (6–2 إجم.) | ريال سوسيداد                  | برشلونة                                                     |
| 21:15 ت.و.أ          | دينيس سواريز 17'، 82' · ميسي 55' (ركلة.) · سواريز 63' · أردا 80' | تقرير          | خوانمي 62' · ويليان جوزيه 73' | الملعب: كامب نو الحضور: 58،560 الحكم: خوان مارتينيز مونويرا |

#### نصف النهائي
| 1 فبراير 2017 الذهاب | أتليتكو مدريد | 1–2   | برشلونة              | مدريد                                                                     |
| 21:00 ت.و.أ          | غريزمان 59'   | تقرير | سواريز 7' · ميسي 33' | الملعب: فيسنتي كالديرون الحضور: 48،214 الحكم: ريكاردو دي بورغوس بينغوتشكا |

| 7 فبراير 2017 الإياب | برشلونة    | 1–1 (3–2 إجم.) | أتليتكو مدريد | برشلونة                                                 |
| 21:00 ت.و.أ          | سواريز 43' | تقرير          | غاميرو 83'    | الملعب: كامب نو الحضور: 67،743 الحكم: خيسوس خيل مانزانو |

#### النهائي
| 27 مايو 2017 النهائي | برشلونة                                | 3–1   | ألافيس       | مدريد                                                           |
| 21:30                | - ميسي 30' - نيمار 45' - ألكاسير 3+45' | تقرير | هرنانديز 33' | الملعب: فيسنتي كالديرون الحضور: 50،000 الحكم: كارلوس كلوس غوميز |

### دوري أبطال أوروبا

#### مرحلة المجموعات
| م | الفريق               | لعب | ف | ت | خ | أ.له | أ.ع | أ.ف | نقاط | التأهل                       |  | برشلونة | مانشستر | مونشنغلادباخ | سلتيك |
| - | -------------------- | --- | - | - | - | ---- | --- | --- | ---- | ---------------------------- |  | ------- | ------- | ------------ | ----- |
| 1 | برشلونة              | 6   | 5 | 0 | 1 | 20   | 4   | +16 | 15   | يتقدم إلى مرحلة خروج المغلوب |  | —       | 4–0     | 4–0          | 7–0   |
| 2 | مانشستر سيتي         | 6   | 2 | 3 | 1 | 12   | 10  | +2  | 9    | يتقدم إلى مرحلة خروج المغلوب |  | 3–1     | —       | 4–0          | 1–1   |
| 3 | بوروسيا مونشنغلادباخ | 6   | 1 | 2 | 3 | 5    | 12  | −7  | 5    | ينتقل إلى دوري أوروبا        |  | 1–2     | 1–1     | —            | 1–1   |
| 4 | سلتيك                | 6   | 0 | 3 | 3 | 5    | 16  | −11 | 3    |                              |  | 0–2     | 3–3     | 0–2          | —     |

| 13 سبتمبر 2016 1 | برشلونة                                                       | 7–0   | سلتيك | برشلونة، إسبانيا                                                 |
| 20:45            | ميسي 3'، 27'، 60' · نيمار 50' · إنييستا 59' · سواريز 75'، 88' | تقرير |       | الملعب: كامب نو الحضور: 73،290 الحكم: أوفيديو هاتسيغان (رومانيا) |

| 28 سبتمبر 2016 2 | بوروسيا مونشنغلادباخ | 1–2   | برشلونة              | مونشنغلادباخ، ألمانيا                                |
| 20:45            | هازار 34'            | تقرير | أردا 65' · بيكيه 73' | الملعب: بوروسيا بارك الحكم: دامير سكومينا (سلوفينيا) |

| 19 أكتوبر 2016 3 | برشلونة                                             | 4–0   | مانشستر سيتي | برشلونة، إسبانيا                                             |
| 20:45            | ميسي 17'، 61'، 69' · ماثيو 71' 73' · نيمار 87'، 89' | تقرير | برافو 53'    | الملعب: كامب نو الحضور: 96،290 الحكم: ميلوراد ماجيتش (صربيا) |

| 1 نوفمبر 2016 4 | مانشستر سيتي                     | 3–1   | برشلونة  | مانشستر، إنجلترا                                                      |
| 20:45           | غوندوغان 39'، 74' · دي بروين 51' | تقرير | ميسي 21' | الملعب: ملعب مدينة مانشستر الحضور: 53،340 الحكم: فيكتور كاساي (المجر) |

| 23 نوفمبر 2016 5 | سلتيك | 0–2   | برشلونة               | غلاسغو، اسكتلندا                                                  |
| 20:45            |       | تقرير | ميسي 24'، 56' (ركلة.) | الملعب: سلتيك بارك الحضور: 57،937 الحكم: دانييل أورساتو (إيطاليا) |

| 6 ديسمبر 2016 6 | برشلونة                       | 4–0   | بوروسيا مونشنغلادباخ | برشلونة، إسبانيا                                            |
| 20:45           | ميسي 16' · أردا 50'، 53'، 67' | تقرير |                      | الملعب: كامب نو الحضور: 67،157 الحكم: سيرغي كاراسيف (روسيا) |

#### مرحلة خروج المغلوب

##### دور الـ16
| 14 فبراير 2017 الذهاب | باريس سان جيرمان                               | 4–0                      | برشلونة | باريس، فرنسا                                                          |
| 20:45                 | - دي ماريا 18'، 55' - دراكسلر 40' - كافاني 71' | تقرير يويفا تقرير النادي |         | الملعب: بارك دي برينس الحضور: 46،484 الحكم: سيمون مارتسينياك (بولندا) |

| 8 مارس 2017 الإياب | برشلونة                                                                                        | 6–1 (6–5 إجم.)           | باريس سان جيرمان | برشلونة، إسبانيا                                            |
| 20:45              | - سواريز 3' - كورزاوا 40' (ه.ذ.) - ميسي 50' (ركلة.) - نيمار 88'، 90+1' (ركلة.) - روبيرتو 90+5' | تقرير يويفا تقرير النادي | كافاني 62'       | الملعب: كامب نو الحضور: 96،290 الحكم: دنيز آيتكين (ألمانيا) |

##### ربع النهائي
| 11 أبريل 2017 الذهاب | يوفنتوس                        | 3–0   | برشلونة | تورينو، إيطاليا                                       |
| 20:45                | - ديبالا 7'، 22' - كيلليني 52' | تقرير |         | الملعب: ملعب يوفنتوس الحكم: سيمون مارتسينياك (بولندا) |

| 19 أبريل 2017 الإياب | برشلونة | 0–0 (0–3 إجم.) | يوفنتوس | برشلونة، إسبانيا                                            |
| 20:45                |         | تقرير          |         | الملعب: كامب نو الحضور: 96،290 الحكم: بيورن كويبرس (هولندا) |

## وصلات خارجية
- الموقع الرسمي لنادي برشلونة